# Antsalovasia hyalinipennis
Antsalovasia hyalinipennis är en insektsart som beskrevs av Alexandre Constant 2004. Antsalovasia hyalinipennis ingår i släktet Antsalovasia och familjen lyktstritar.
Artens utbredningsområde är Madagaskar. Inga underarter finns listade i Catalogue of Life.